# Trebouxiophyceae
Classe
Les Trebouxiophyceae est une classe d’algues de l'embranchement des Chlorophyta (un embranchement d'algues vertes) et du sous-embranchement des Chlorophytina.

## Description
Les espèces de cette classe d'algues se présentent sous la forme de cellules nageuses avec une ou deux paires de flagelles, sans mastigonèmes. Les corps basaux de ses flagelles ont les caractéristiques suivantes :
- quatre radicelles microtubulaires en disposition cruciforme, comprenant une structure multicouche, et une racine plus petite, alternant entre deux ou plusieurs microtubules
- dotés de rhizoplastes proéminents, cruciformes,
- orientés dans le sens inverse des aiguilles d'une montre.

La division cellulaire (mitose) est soit « fermée » avec fuseau métacentrique, soit « semi-fermée », la cytokinèse montrant des phycoplastes (en) (microtubules). 
La reproduction asexuée se fait par autospores ou zoospores. La reproduction sexuée a été observée.
Cette algue présente des formes lichéniques et des formes libres.
Cette algue s'alimente aussi bien par osmotrophie que par autotrophieAlgaeBase (ref).

## Liste des ordres
Selon AlgaeBase (19 août 2022) :
- Chlorellales Bold & M.J.Wynne, 1978
- Microthamniales M.Melkonian, 1990
- Phyllosiphonales (d) F.E. Round, 1971
- Prasiolales (en) Schaffner, 1922
- Trebouxiales Friedl, 1995
- Trebouxiophyceae ordo incertae sedis
- Watanabeales Shuyin Li, Benwen Liu, Huan Zhu, Zhengyu Hu & Guoxiang Liu, 2021

Selon ITIS (19 août 2022) :
- Chlorellales
- Microthamniales
- Phyllosiphonales
- Prasiolales
- Trebouxiales

## Systématique
Le nom correct complet (avec auteur) de ce taxon est Trebouxiophyceae Friedl, 1995.

## Publication originale
- Friedl, T. (1995). Inferring taxonomic positions and testing genus level assignments in coccoid green lichen algae: a phylogenetic analysis of 18S ribosomal RNA sequences from Dictyochloropsis reticulata and from members of the genus Myrmecia (Chlorophyta, Trebouxiophyceae cl. nov.). Journal of Phycology 31(4):  632-639, 1 fig.